# Pfarrkirche St. Georgen in Obdachegg

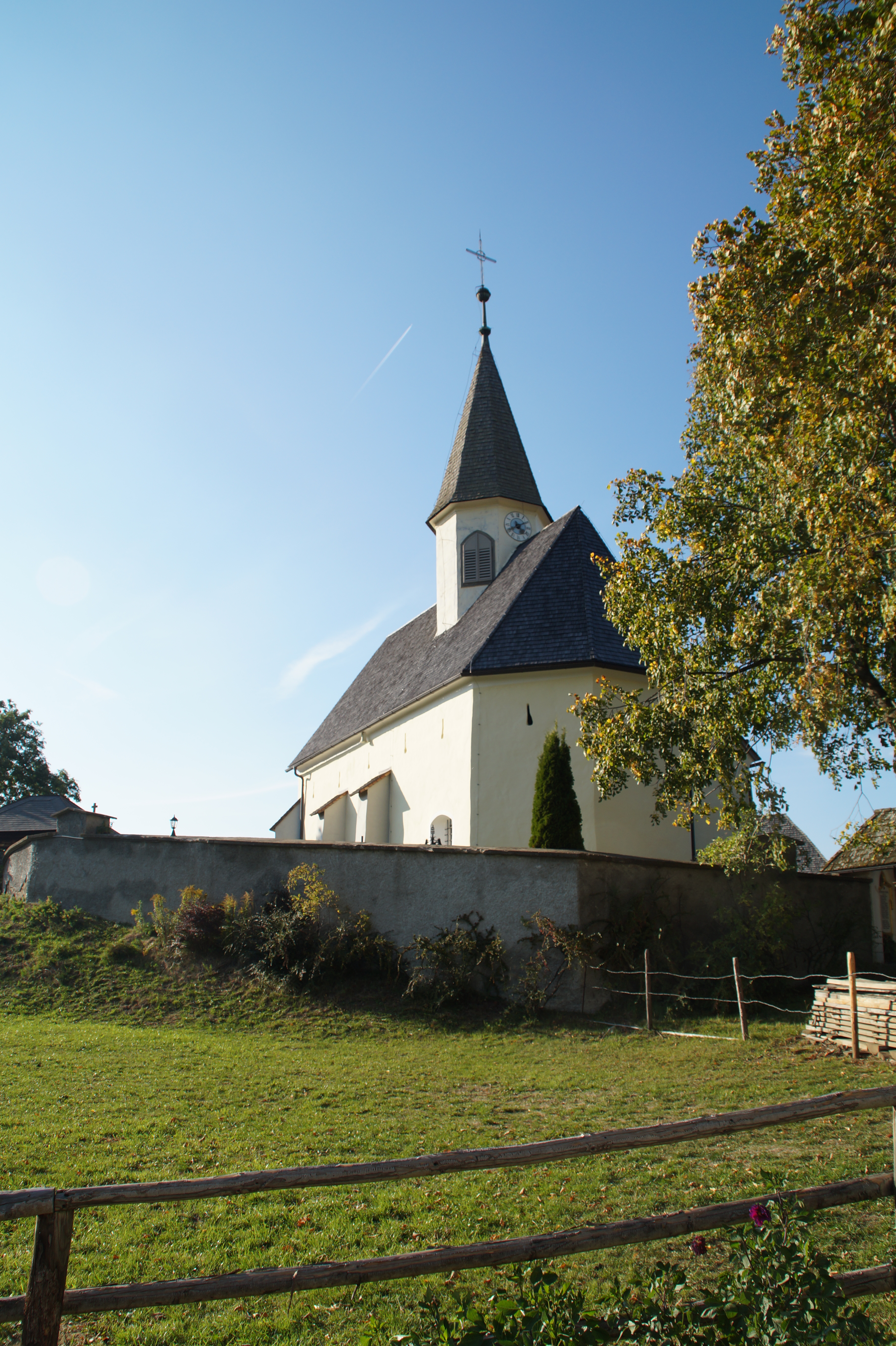
Katholische Pfarrkirche St. Georgen in Obdachegg

Die römisch-katholische Pfarrkirche St. Georgen in Obdachegg steht in der Ortschaft Sankt Georgen in Obdachegg der Marktgemeinde Obdach im Bezirk Murtal der Steiermark. Die dem Patrozinium des hl. Georg unterstellte Pfarrkirche gehört zur Region Obersteiermark West (Dekanat Judenburg) in der Diözese Graz-Seckau. Die Kirche steht mit dem Friedhof unter Denkmalschutz (Listeneintrag).

## Geschichte
Urkundlich wurde um 1400 eine Kirche genannt. Zuerst eine Filiale von Weißkirchen, wurde die Kirche 1787 zur Pfarrkirche erhoben.
Der Chor entstand in der zweiten Hälfte des 14. Jahrhunderts, in der Mitte des 15. Jahrhunderts wurde der Chor gewölbt und das Langhaus nordseitig erweitert. Nach einem Brand 1867 wurde das Dach erneuert. 1968 wurde die Kirche innen restauriert.

## Architektur
Die Wehrkirche ist von einem ummauerten Friedhof mit Initienkapellen umgeben.
Das Kirchenäußere zeigt Langhaus und Chor unter einem gemeinsamen Dach mit einem achtseitigen Dachreiter aus Holz mit einem Spitzhelm. Das nördliche Renaissance-Portal um 1600 hat eine Tür mit Eisenbeschlag. Das Wehrobergeschoß zeigt Schießscharten im Westen, Süden und Osten. Nördlich am Chor steht der Sakristeianbau mit Oratorium im Obergeschoß.
Das Kircheninnere zeigt ein zweischiffiges Langhaus mit einer mittigen Säule als Einsäulenraum nach Norden erweitert, die mittige Säule ist ein mächtiger Rundpfeiler mit acht aufgelegten Halbrunddiensten, das Kreuzrippengewölbe ruht an den Wänden auf Halbrunddiensten, die Schlusssteine sind rund. An der West- und Nordseite befindet sich eine Empore aus Holz. Der eingezogene Fronbogen ist spitzbogig. Der einjochige Chor schließt mit einem Fünfachtelschluss und hat ein Rautensternrippengewölbe auf Konsolen; die Schlusssteine sind rund, im Schluss mit Lamm Gottes, im Joch mit Blume und einem Steinmetzzeichen. Im Chorschluss ist das Rundbogenfenster vermauert, die sonstigen Fenster auch im Langhaus sind Rechteckfenster mit Eisengitter.
Bei der Innenrestaurierung 1968 nach dem Brand der Orgel 1967 wurde im Chor ein gotischer fragmentierter Freskenzyklus aus dem vierten Viertel des 14. Jahrhunderts freigelegt, er zeigt Christus in der Strahlenglorie mit Heiligen, thronender Christus mit Stifter, Maria mit Kind und weiblichen Heiligen, schlafender König.

## Einrichtung
Der Hochaltar um 1670/1680 zeigt das Altarbild hl. Georg von Anton Weißenfeld 1841. Der linke Seitenaltar hl. Maria entstand 1675, der rechte Seitenaltar 1685.
Es gibt mehrere barocke Statuen aus dem 18. Jahrhundert.
Die Orgel entstand 1968, nach einem Brand 1967. 